# プシシェ (交響詩)

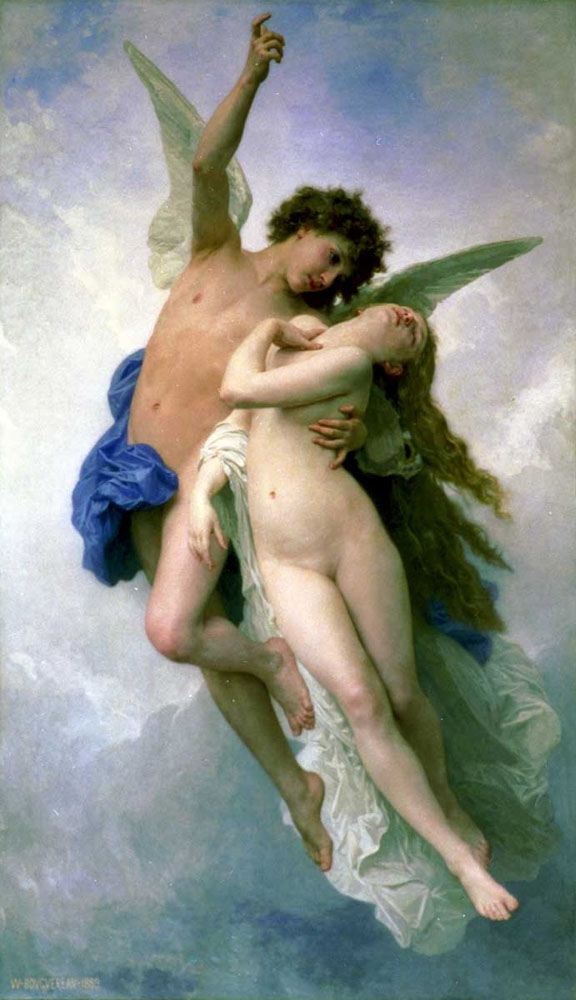
ウィリアム・アドルフ・ブグローによるプシシェとアムール

『プシシェ』（フランス語: Psyché）は、フランスの作曲家セザール・フランクが作曲した3部からなる交響詩である。『プシュケ』、『プシュケとエロス』とも表記される。アプレイウスの『変容（または黄金のロバ）』に着想を得たテキストは ルイ・ド・フルコーとシカールによって書かれている。1888年 3月10日にパリのシルク・ディヴェールにてパドルーの指揮により初演された。

## 概要

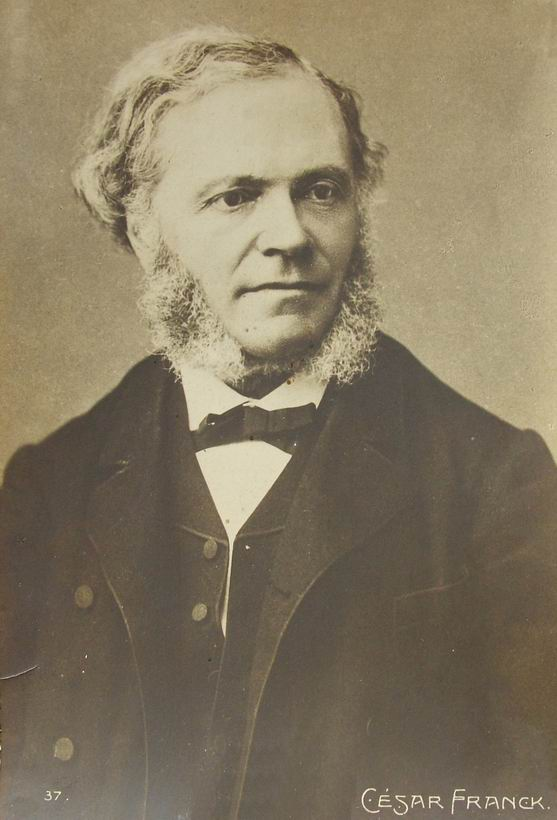
セザール・フランク

フランクは本作を1887年の夏から1888年の始めにかけて作曲した。『交響曲 ニ短調』、『前奏曲、アリアと終曲』、声楽と管弦楽のための『行列』、歌曲『夕べの鐘』などの名作とほぼ同時期に作曲されている。また、本作は彼の弟子のヴァンサン・ダンディに献呈されている。この作品は原作の『変容（または黄金のロバ）』の中の「愛と魂」（エロスとプシシェの対話）を題材としており、合唱（ソプラノ、アルト、テノール2部）がオーケストラに加えられている。フランクの交響詩としては5番目にして最後の作品となっている。
『ラルース世界音楽事典』によれば「フランクはこの作品の結末と意味を古代の伝説とは異なったものにしている。本作においてはエロスがその恋人が自分の顔を見ようとしたことを彼女が永遠を発見できるようにと天の高みへ昇天させている。古代の伝説はこうして愛による崇高化というある種神秘主義と重ね合わされているのである。－中略－フランクはこの曲の中で非常に光に満ちた、響きの良い（『交響曲 ニ短調』以上に）オーケストレーションを示している。さらに、多すぎる旋律にもかかわらず、たやすく認められるいくつかの主導動機によって活気づけられている」、さらに本作は「滅多に演奏されないが演奏されても非常に豊かな表現をもった合唱部分が取り除かれるのは誠に残念である」と結論付けている。
通常演奏される管弦楽曲版は第1部と第2部からなり、第3部と合唱は取り除かれている。

### フランクの管弦楽
『ロマン派の音楽』を著したR.M.ロンイアーは「フランクのオーケストラはオーボエ、イングリッシュ・ホルン、バスクラリネットなどリード管またはフルート管の響きを強調している。フランクの様式の目立った特徴は半音階性と循環形式がよく指摘される」と述べ、リストの交響詩『オルフェウス』から多くの影響を受けている点を指摘し、「オルガンが彼の主な楽器であり、このことが彼の多声的（ポリフォニック）な作曲法と彼の音楽の多くの、特に展開部や推移部分に見られる即興的性質、－中略－彼の管弦楽の〈音栓的変化〉などを説明している」と分析している。
『オーケストラの音楽史』を著したパウル・ベッカーは「フランクの作品はベルリオーズおよび ワーグナーの影響を強く感じさせるものの、オーケストラを拡大し、複雑化させる流れには意識的に背を向けている。むしろ楽器の声部を減らし、ハーモニーが密になり過ぎないよう、技法の簡素化に努めた」と分析している。

## 楽器編成

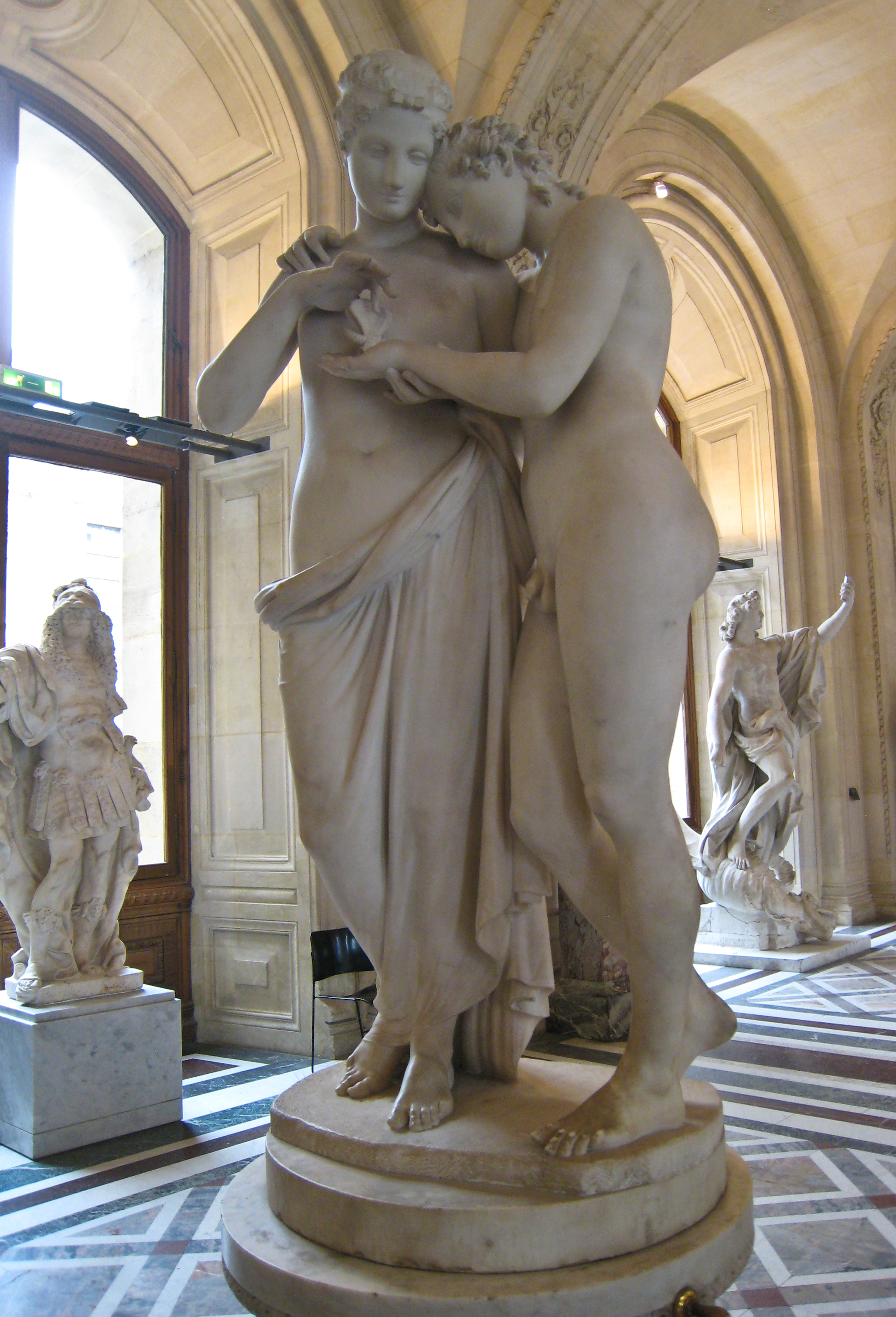
アントニオ・カノヴァによるプシシェとアムール

- 木管楽器: ピッコロ1、フルート2、オーボエ2、コーラングレ1、クラリネット2、バスクラリネット1、ファゴット4、コントラファゴット1
- 金管楽器: ホルン4、トランペット2、コルネット2、トロンボーン3、テューバ1
- 打楽器 :ティンパニ
- その他: 弦楽五部、ハープ2
- 混声合唱

## 演奏時間
- 全曲版: 第1部:約12分、第2部:約20分、第3部:約15分、全体で約47分
- 管弦楽のみの抜粋版:　約28分

## 構成
| - プシシェの眠り （Sommeil de Psyché） - 西風にさらわれるプシシェ （Psyché enlevée par les Zéphyrs） | - エロスの花園 （Le jardin d'Éros） - 愛よ、生命の泉よ （Amour, source de toute vie） - プシシェとエロス （Psyché et Éros） | - 罰（Lechatiment） - 愛よ！彼女は汝の名を知り （Amour, elle a connu ton nom） - プシシェの悩みと嘆き （Souffrances et plaintes de Psyché） - アポテオーズ: プシシェの許し （Apothéose: Pardon de Psyché） |

## あらすじ
時と場所：古代のギリシャ

### 第1部
プシシェの眠りと西風にさらわれるプシシェ
漠然とした夢の中で、プシシェの魂はこの世ならぬ、完全な至福の訪れを知覚する。突如として、大気が振動し始め、不思議な音が聞こえ、プシシェは西風にさらわれ、エロスの花園へと運ばれる。緩やかに揺れ動く弦楽器の和音の上に、シンコペーション主題が浮かび、その《プシシェの眠り》の主題はクラリネット、オーボエ、フルート、さらに弦に引き継がれ、次の《憧れ》の主題が霧の中から次第にはっきりと現れてくる。夢と憧れが交錯するように進行し、次の曲となる。

### 第2部
エロスの花園、プシシェとエロス

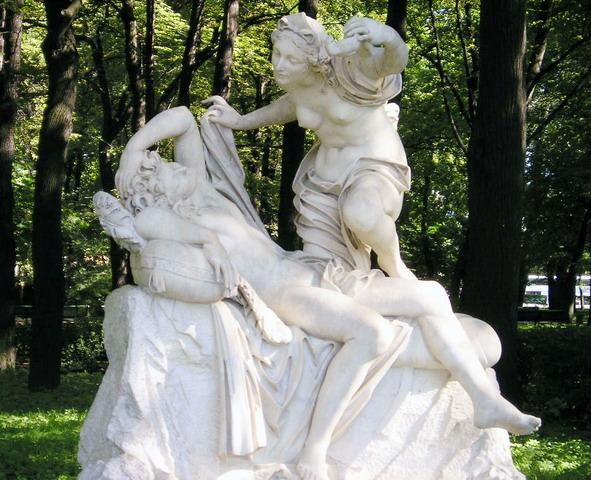
サンクトペテルブルクの夏の宮殿の庭にある『キュピドとプシシェ』

若く美しいプシシェは花でできた敷物の上に横たわり、自然がプシシェの徳を仰ぎ尊ぶ様子が女王に対するようなので、心地よく眺めている。プシシェには愛の力を語る囁きが聞こえてくる。心をかき乱されて彼女は静かに起き上がる。合唱が目に見えないが近寄って来る配偶者のことを囁く。プシシェは恍惚として、その声を聴きつつ、その人物が現れるのを待つ。すると、レシタティーヴォ風のソプラノの合唱により、精霊が厳かな声で「お前の神秘的な愛人の顔を決して眺めてはならないことを覚えておくように！」と警告を発する。次に、エロスの甘美な澄んだ声が聞こえてくる。プシシェは恥じらうようにエロスに応える。やがて、オーケストラによって、二人の魂は交錯し、情熱と輝き、幸福がすべてを包み込まれる《プシシェとエロス》の愛の情景が表現される。

### 第3部
罰、プシシェの悩みと嘆き、プシシェの許し
プシシェは警告を破ってエロスの顔を見てしまう。すると「彼女に対する罰が始まった」という合唱が聞こえてくる。悲嘆にくれ、プシシェは泣き出してしまう。この世ならぬ至福を味わったプシシェにとってはこの罰は計り知れない苦痛となっている。プシシェは抑えることのできない憧れの炎でわが身を焼き尽くしてしまうほかには、この苦痛からは逃れることができない。しかし、プシシェは永遠に失った理想の愛をもう一度自分のものとしたいという最後の熱望を持ち続けていた。すると、「エロスがプシシェを許した」という神秘的な合唱が聞こえて来て、天地万物は喜び、感涙にむせぶ。「哀れなプシシェよ、心を安らげよ！死よりも強い憧れは彼のもとに届き、お前のもとに下って来る」と合唱され、勝ち誇った高揚感の内に全曲が閉じられる。

## 主な録音
| 年   | 指揮者                         | 管弦楽団 合唱団                                                             | レーベル                                     |
| ---- | ------------------------------ | --------------------------------------------------------------------------- | -------------------------------------------- |
| 1953 | アルトゥーロ・トスカニーニ     | NBC交響楽団                                                                 | CD: RCA ASIN : B00168Q2X4 管弦楽曲版         |
| 1953 | エドゥアルト・ヴァン・ベイヌム | ロイヤル・コンセルトヘボウ管弦楽団                                          | CD: Decca ASIN : B000EMH7UA 管弦楽曲版       |
| 1955 | アンドレ・クリュイタンス       | パリ音楽院管弦楽団                                                          | CD: EMI ASIN : B000007NKS 管弦楽曲版         |
| 1964 | ジャン・フルネ                 | プラハ交響楽団 チェコ・フィルハーモニー合唱団                               | CD: Supraphon ASIN : B00005EPC0 全曲         |
| 1974 | ポール・シュトラウス           | リエージュ管弦楽団 ベルギー放送合唱団                                       | CD: EMI ASIN : B000025XN3 全曲               |
| 1976 | ダニエル・バレンボイム         | パリ管弦楽団                                                                | CD: DG ASIN : B003UJXSCA 管弦楽曲版          |
| 1986 | カルロ・マリア・ジュリーニ     | ベルリン・フィルハーモニー管弦楽団                                          | CD: DG ASIN : B000AA7DN2 管弦楽曲版          |
| 1986 | アルミン・ジョルダン           | バーゼル交響楽団                                                            | CD: Erato ASIN : B0000651PK 管弦楽曲版       |
| 1999 | ジャン・フルネ                 | スーパーワールドオーケストラ 1999年9月、オーチャードホールでのライブ録音。  | CD: ALM RECORDS ASIN : B000AQDJ1Q 管弦楽曲版 |
| 1994 | 尾高忠明                       | BBCウェールズ交響楽団 BBCウェールズ合唱団                                   | CD: Chandos ASIN : B000000AW7 全曲           |
| 1992 | エマニュエル・クリヴィヌ       | リヨン国立管弦楽団                                                          | CD: DENON ASIN : B004717GDW 管弦楽曲版       |
| 2002 | ジャン・レイサム＝ケーニック   | ストラスブール・フィルハーモニー管弦楽団                                    | CD: Avie ASIN : B000068312 管弦楽曲版        |
| 2019 | ジャン=リュック・タンゴー      | ロイヤル・スコティッシュ・ナショナル管弦楽団 スコットランド王立音楽院合唱団 | CD: NAXOS ASIN : B085RNP1W9 全曲             |